# Alma Lavenson
Alma Ruth Lavenson, née à San Francisco (Californie) le 20 mai 1897 et morte à Piedmont (Californie) le 19 septembre 1989, est une photographe américaine membre du groupe f/64 et qui fut active pendant la première moitié du XXe siècle. Elle est une amie proche de Ansel Adams, Imogen Cunningham et Edward Weston avec lesquels elle a travaillé.